# Rosso Barletta
Il Rosso Barletta è un vino DOC la cui produzione è consentita nelle province di Barletta-Andria-Trani e Foggia.

## Caratteristiche organolettiche
- colore: dal rubino al granato tendente ad assumere riflessi arancioni con l'invecchiamento.
- odore: vinoso, caratteristico.
- sapore: asciutto, armonico di corpo.

## Produzione
Provincia, stagione, volume in ettolitri
- Bari  (1990/91)  586,76
- Bari  (1991/92)  511,0
- Bari  (1992/93)  378,0
- Bari  (1993/94)  239,0
- Bari  (1994/95)  429,0
- Bari  (1995/96)  417,0
- Foggia  (1994/95)  209,51
- Foggia  (1995/96)  179,76